# Partia Zielonych (Czechy)
Partia Zielonych (cz. Strana zelených, SZ) – czeska partia polityczna należąca do Europejskiej Partii Zielonych, w latach 2006–2009 część centroprawicowej koalicji rządzącej krajem.

## Historia
Partia powstała w 1989, jednak działalność polityczną na szerszą skalę rozwinęła w 2002. W 2005 na czele ugrupowania stanął Martin Bursík. 
W wyborach parlamentarnych w czerwcu 2006 zdobyła 6,3% głosów. 26 czerwca 2006 podpisała umowę koalicyjną z ODS i Unią Chrześcijańskich Demokratów – Czechosłowacką Partią Ludową, wchodząc w skład drugiego rządu Mirka Topolánka. W latach 2009–2010 ugrupowanie popierało rząd Jana Fischera, delegując do niego ministra Michaela Kocába. W wyborach do Parlamentu Europejskiego na ugrupowanie padło 2,09% głosów. W wyborach 2010 partia nie przekroczyła 5%-owego progu uprawniającego do udziału w podziale mandatów w Izbie Poselskiej. 
Partia współpracuje z Grupą Zielonych – Wolnym Sojuszem Europejskim. W latach 2006–2010 dysponowała 6 mandatami w Izbie Poselskiej. Przewodniczącym ugrupowania od 2009 do 2014 pozostawał Ondřej Liška, następnie tę funkcję obejmowali: Jana Drápalová (2014–2015), Matěj Stropnický (2016–2017), Petr Štěpánek (2018–2020) oraz kolektywnie Michal Berg i Magdalena Davis (od 2020).